# 小行星9320
小行星9320（英語：9320）是一颗围绕太阳公转的小行星。1988年11月11日，Y. Oshima在静冈县发现了此天体。
这颗小行星的绝对星等为215.46831等。